# 비벌리 아처

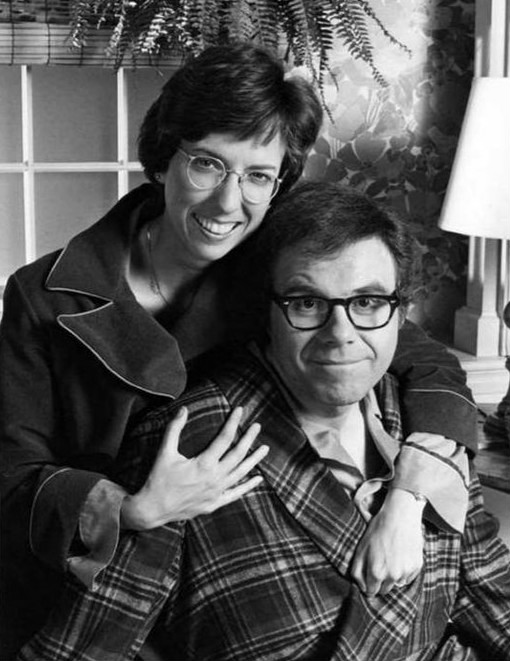

비벌리 아처(Beverly Archer, 1948년 7월 19일 ~ )는 미국의 배우, 각본가, 영화배우이다.
오크파크에서 태어났다.

## 방송
- 더 영 앤 더 레스트리스

## 영화
- 워킹 투 더 워터라인 (1998년)
- 크리스마스 위시 (1998년)
- 브래디 펀치 (1995년)
- 마법의 이중주 (1988년) - 제인 루트렐 부인 역
- 못말리는 번디 가족 (1987년)
- 더 영 앤 더 레스트리스 (1973년)